# Kunstraub aus dem Szépművészeti Múzeum 1983

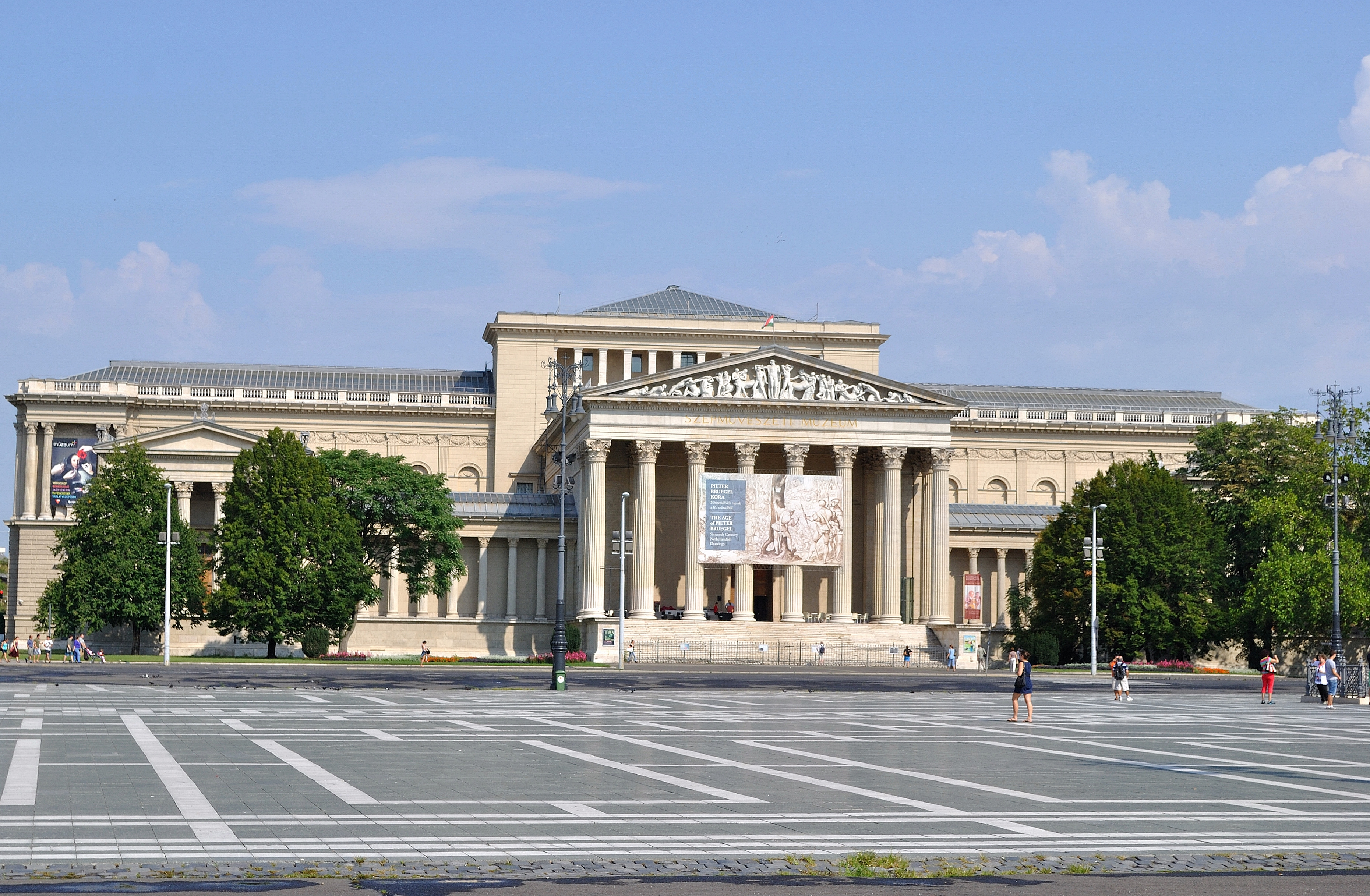
Das Szépművészeti Múzeum, 2012

Der Kunstraub aus dem Szépművészeti Múzeum 1983 ereignete sich am 5. November 1983 im Szépművészeti Múzeum (dt. Museum der Bildenden Künste) in Budapest und war der bis dahin größte Kunstraub auf dem Gebiet des Ostblocks. Die Diebe stahlen sieben herausragende Gemälde der italienischen Renaissance, darunter die Esterházy Madonna von Raffael, deren Wert sich auf 20 Millionen Dollar beläuft. Mithilfe einer gemeinsamen Ermittlungsgruppe, bestehend aus ungarischer und griechischer Polizei, sowie italienischer Carabinieri, konnten die Gemälde wenige Monate nach dem Raub in einem griechischen Kloster gefunden werden.

## Der Raub

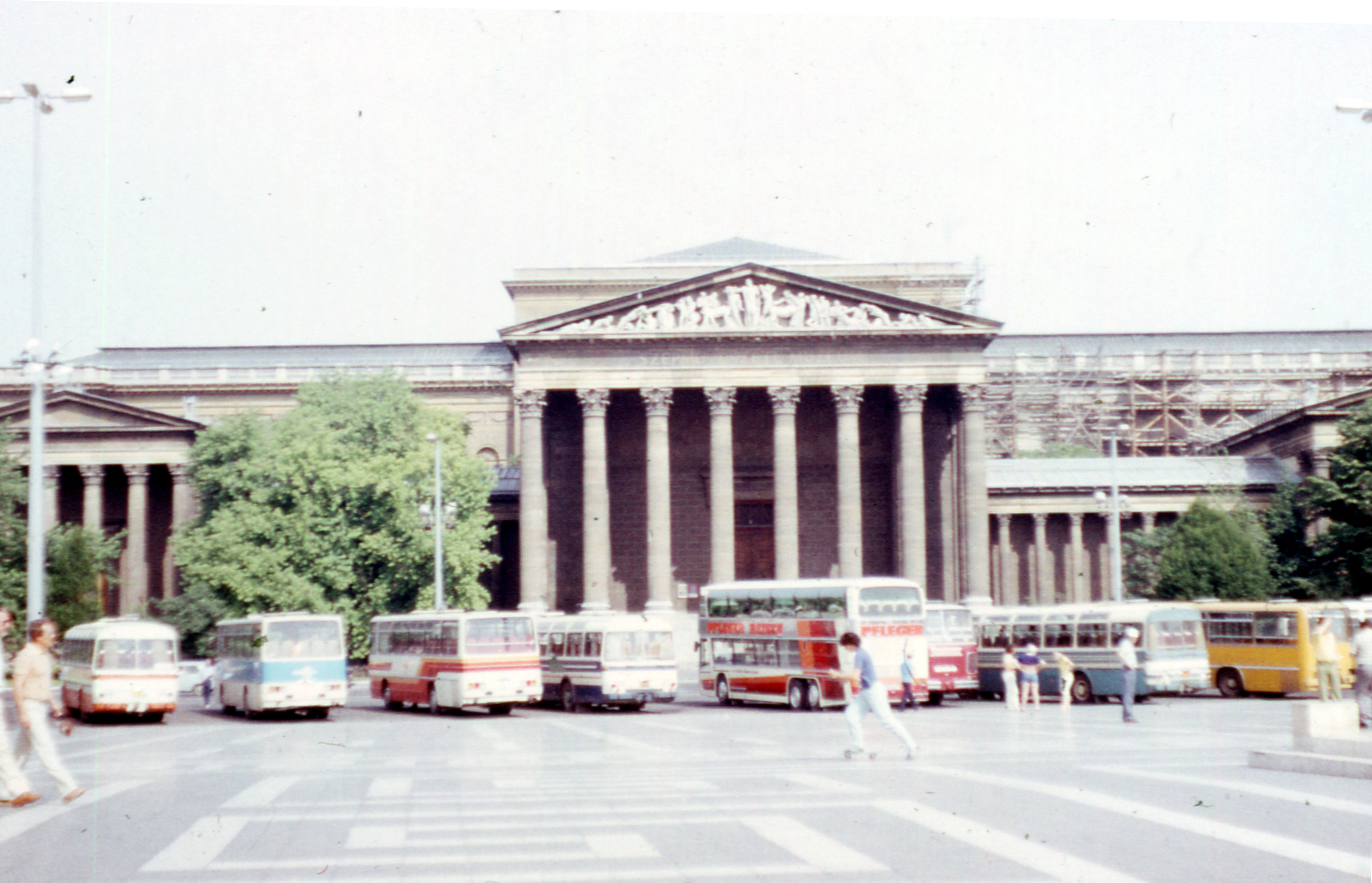
Das Museumsgebäude 1983. Rechts im Bild sind die Baugerüste erkennbar.

In der Nacht des 5. November 1983 kletterten die Diebe über ein Baugerüst, das zur Fassadenerneuerung aufgestellt worden war, auf der zur Állatkert körút zugewandten Seite des Museums auf die Höhe des ersten Stocks, wo sie sich mit Glasschneidern über ein Fenster Zugang zum Saal mit italienischen Gemälden verschafften. Dort schnitten sie sieben Bilder aus ihren Prunkrahmen und entkamen unerkannt. Die Alarmanlage des Museums war seit dem 1. November defekt.
Folgende Bilder wurden gestohlen:
- Maria mit Christuskind und Johannes dem Täufer (Esterházy Madonna), Raffael ca. 1508
- Bildnis des Pietro Bembo (Bildnis eines jungen Mannes), Raffael ca. 1504
- Maria mit sechs Heiligen, Giovanni Battista Tiepolo
- Ruhe auf der Flucht nach Ägypten, Giovanni Domenico Tiepolo
- Bildnis einer Frau, Jacopo Tintoretto
- Bildnis eines Mannes, Jacopo Tintoretto
- Selbstbildnis, Giorgione

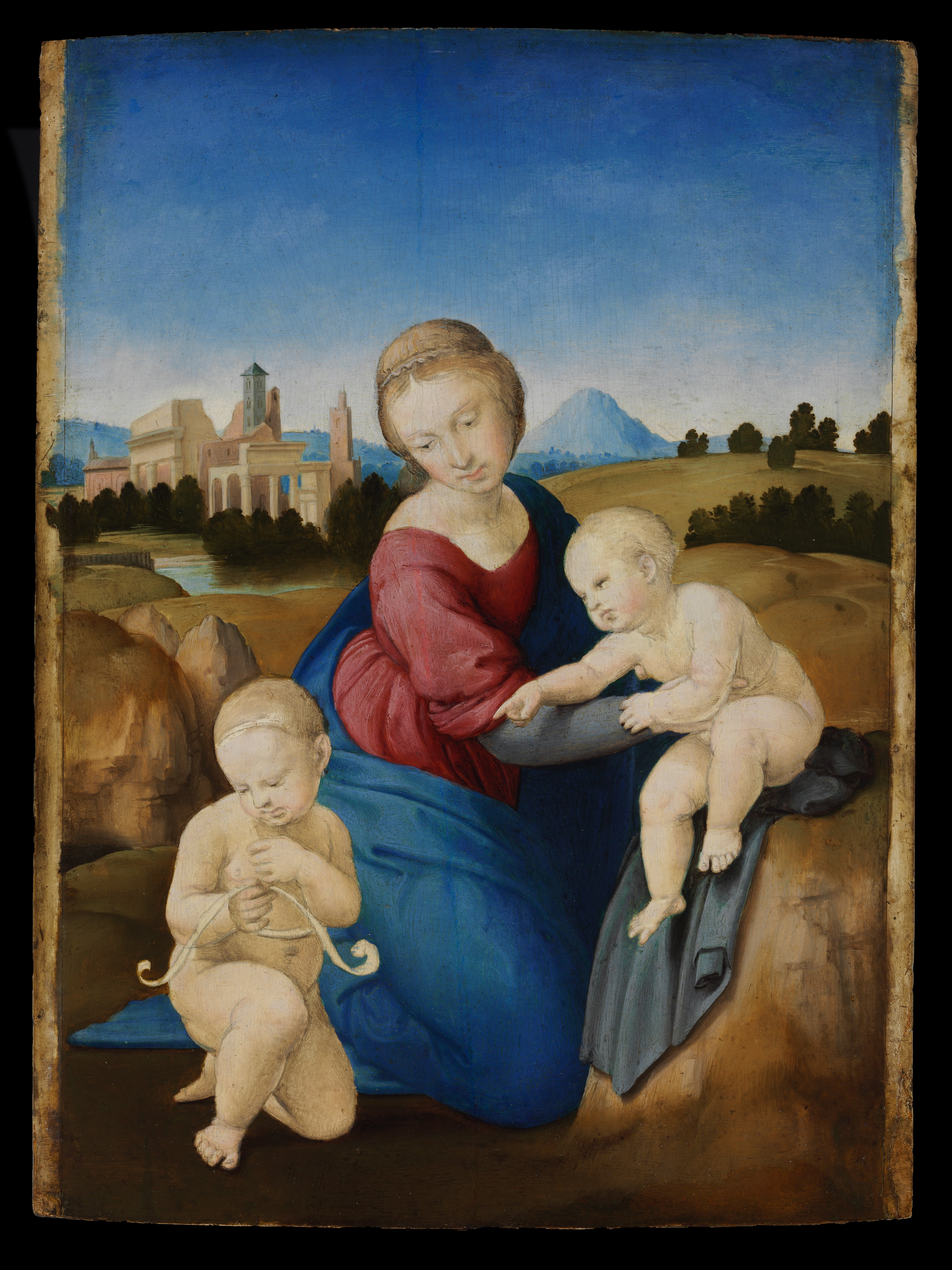
Raffael: Eszterházy Madonna
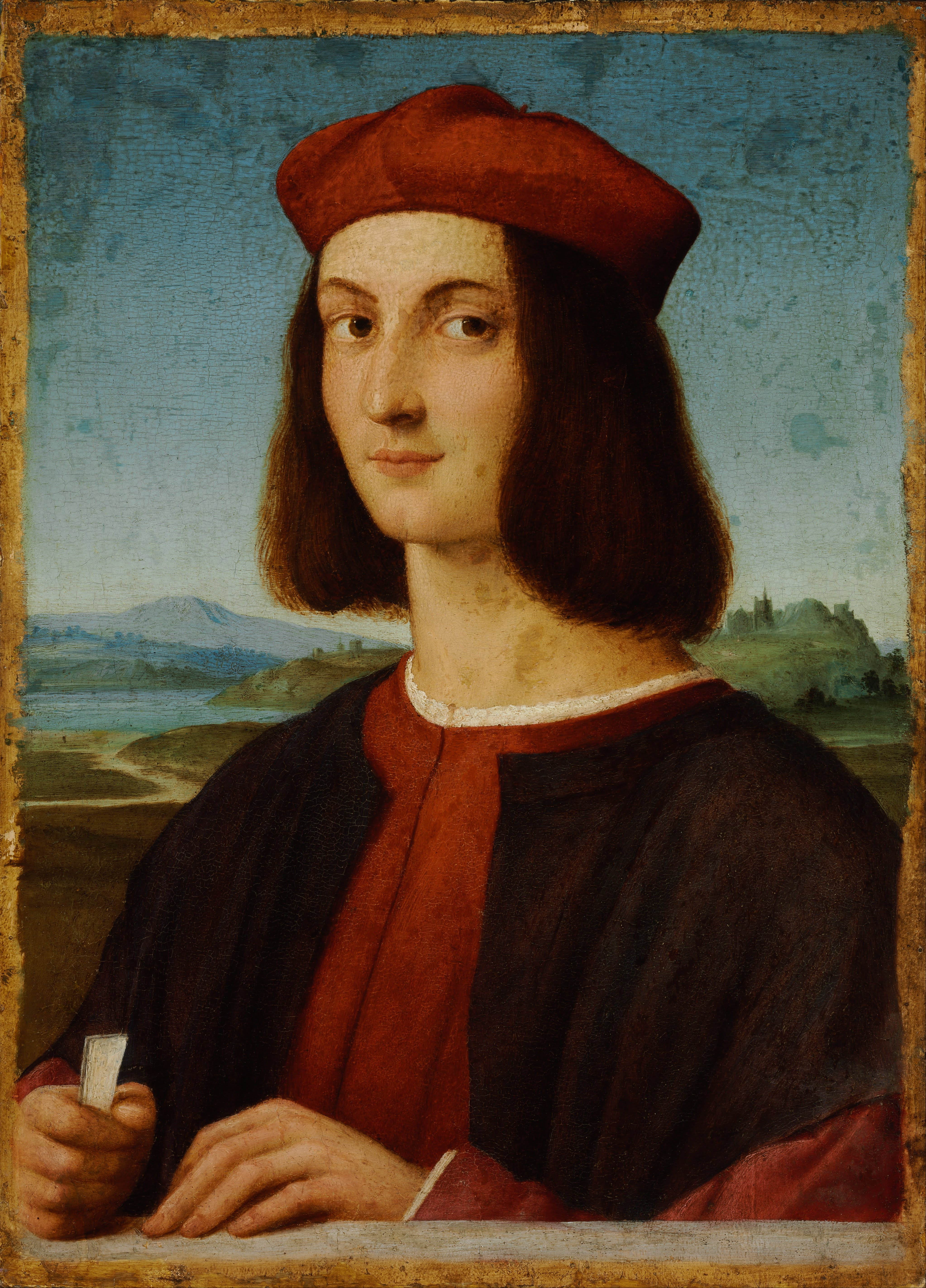
Raffael: Bildnis eines jungen Mannes
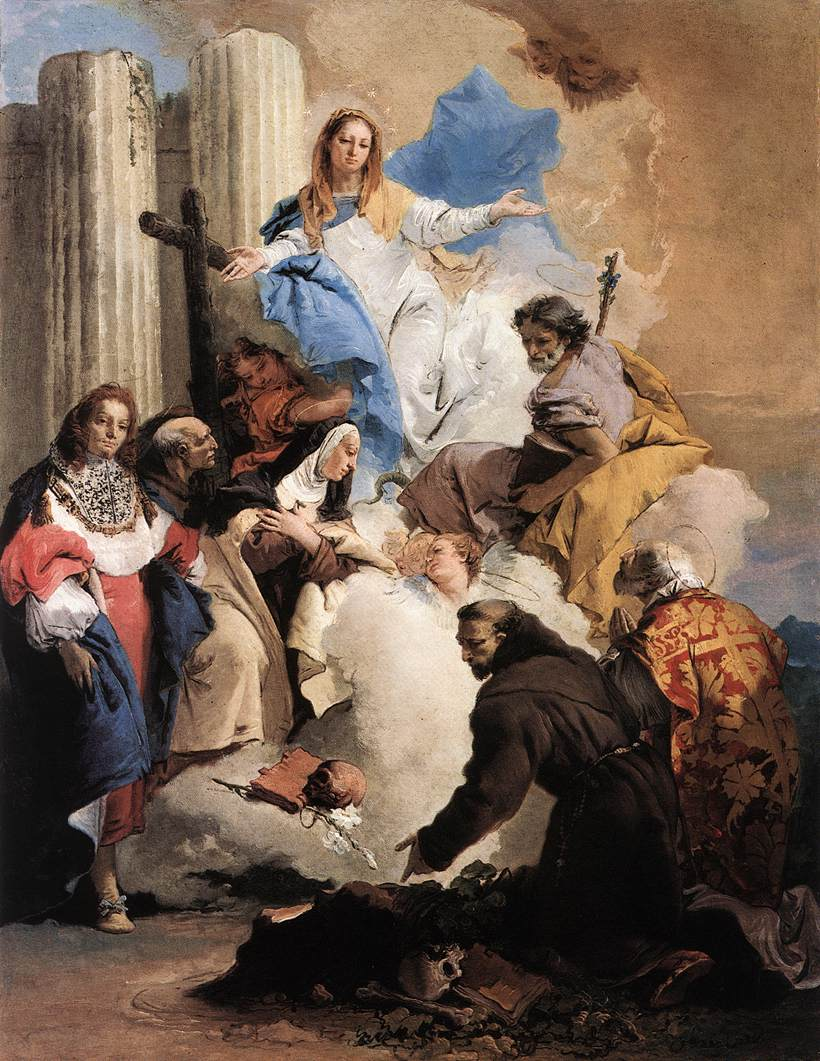
Tiepolo: Maria mit sechs Heiligen
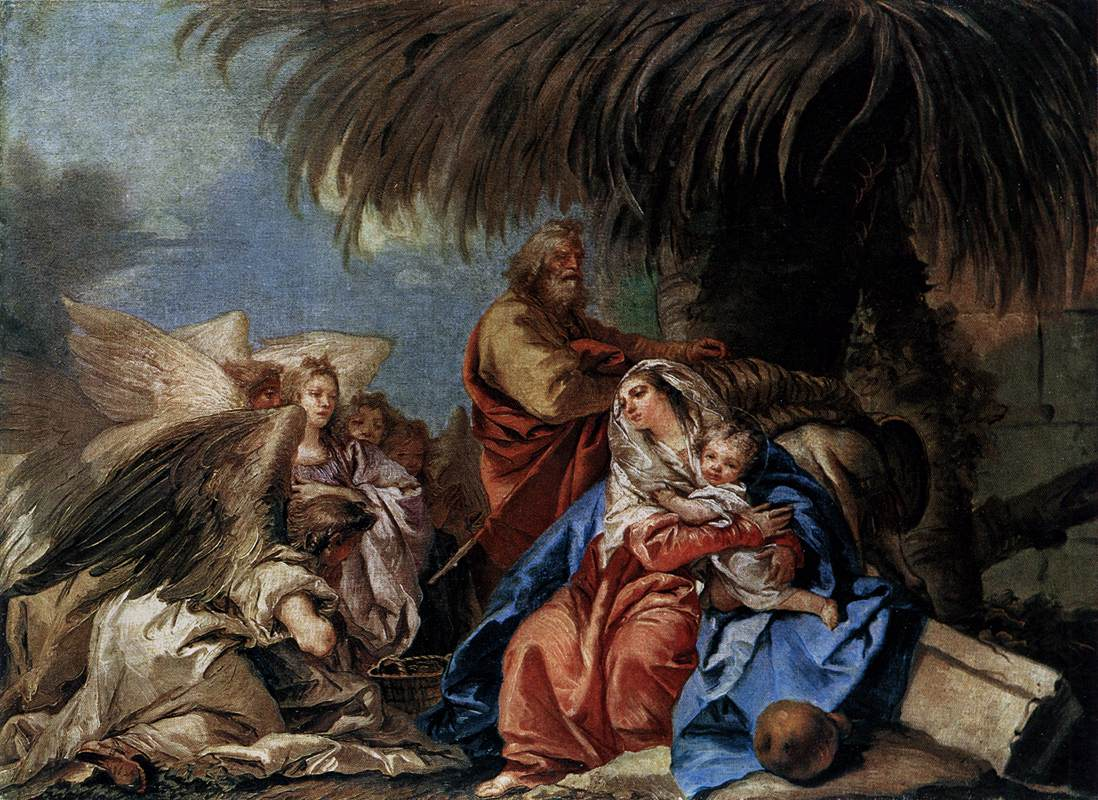
Tiepolo: Ruhe auf der Flucht nach Ägypten
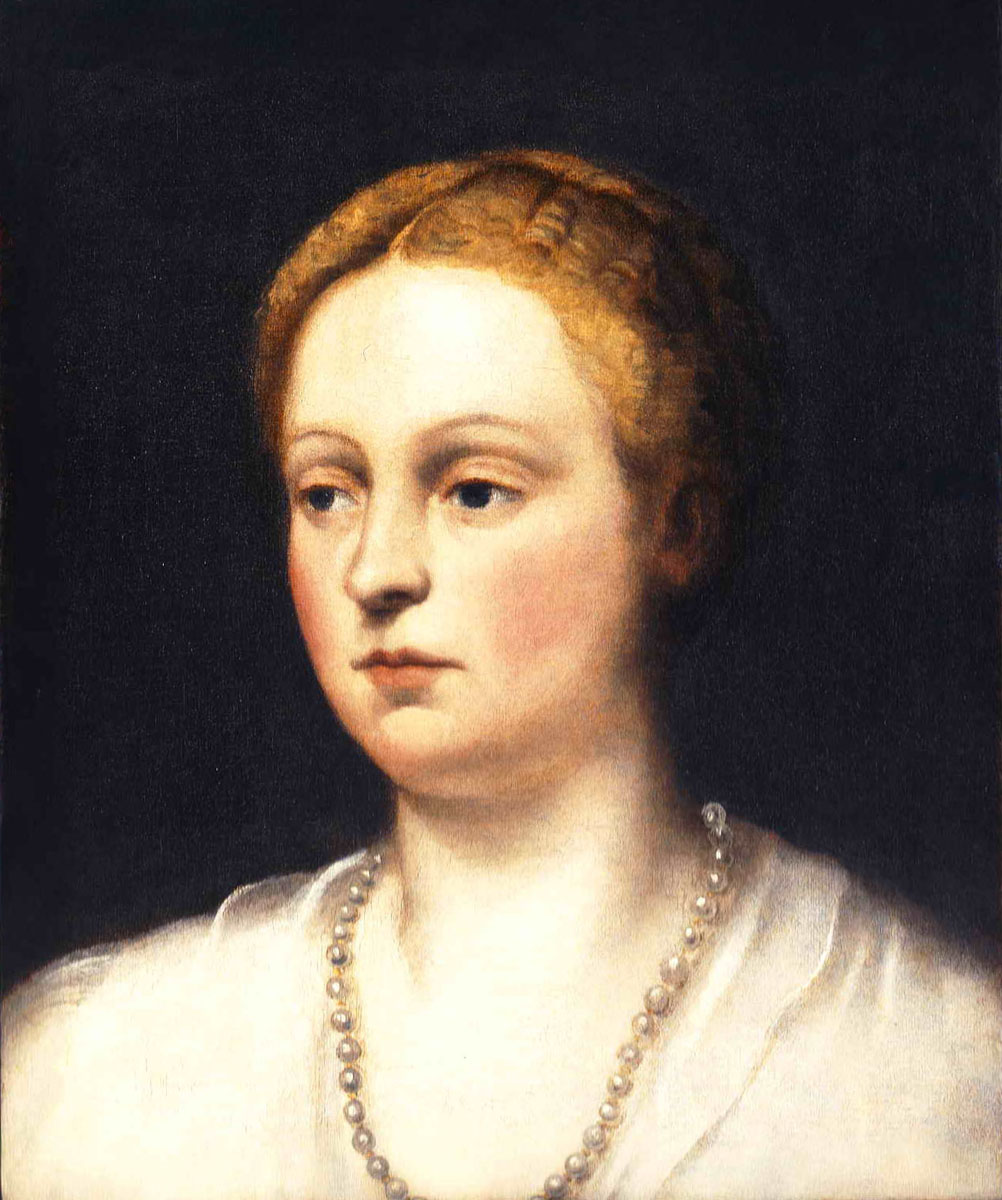
Tintoretto: Bildnis einer Frau
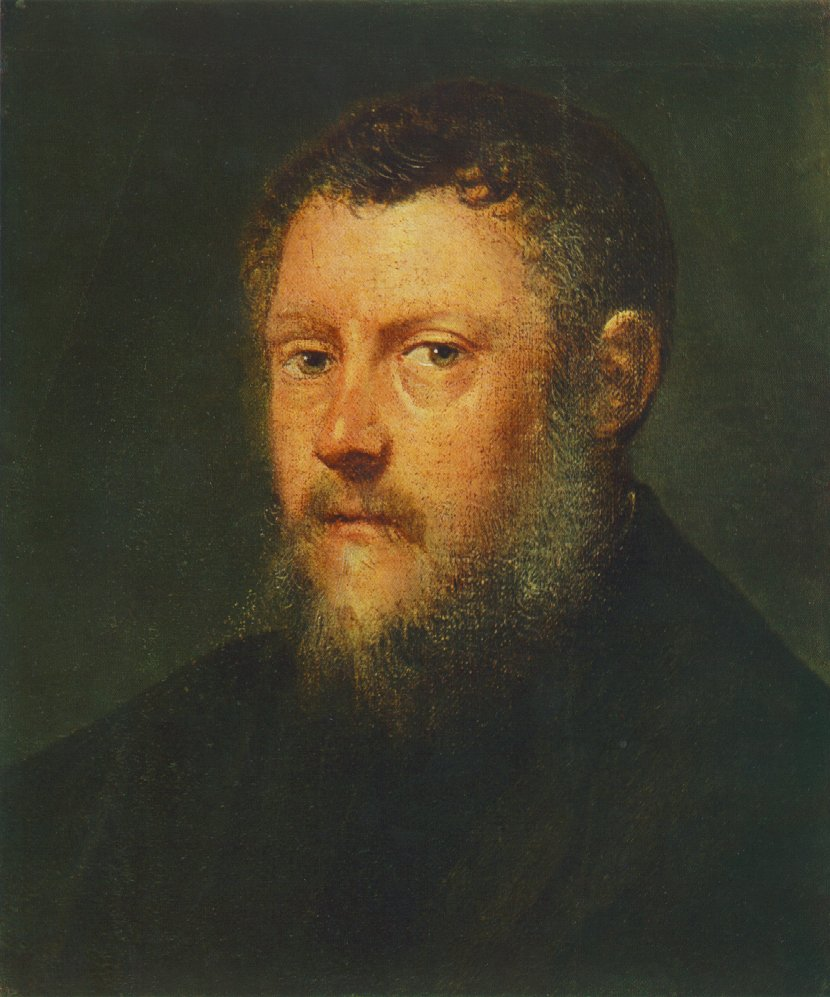
Tintoretto: Bildnis eines Mannes
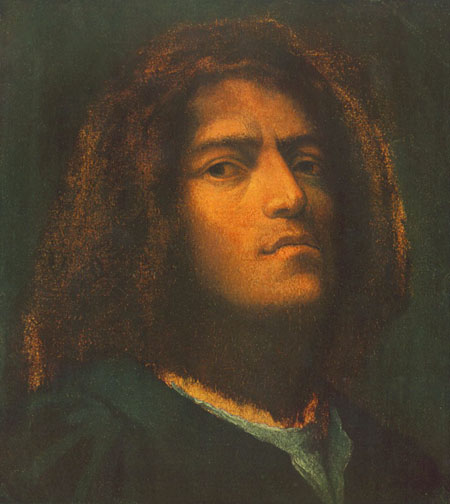
Giorgione: Selbstbildnis

## Fahndung
Noch im Museumssaal wurden ein italienischer Schraubenzieher und eine Plastiktüte mit italienischer Aufschrift gefunden sowie Fingerabdrücke sichergestellt. Ein Spürhund konnte die Fährte der Diebe noch bis zum Restaurant Gundel verfolgen. Fünf Tage später wurde in Százhalombatta, am Ufer der Donau, ein italienischer Jutebeutel mit den Bilderrahmen der gestohlenen Gemälde gefunden.
Bei der Kontrolle der Liste ein- und ausreisender italienischer Personen im Tatzeitraum konnte die Zahl der Verdächtigen auf 50 Personen gesenkt werden. Besonderes Augenmerk wurde dabei auf den wenige Stunden nach der Tat bei Letenye Richtung Jugoslawien ausreisenden Giacomo Morini gelegt, der zum Freundeskreis einer italienischen Bande gehörte, die sich am Kunstschmuggel von Ost- nach Westeuropa beteiligte. Die griechische Polizei stellte fest, dass Morinis Auto wenige Tage nach der Tat im griechischen Küstenstädtchen Itea, nahe Delphi, in einer Werkstatt repariert wurde. Morini wohnte ab 7. November in einem Hotel in Itea und tätigte mehrere Anrufe nach Italien und Rumänien.
Anfang Dezember meldete sich die als vermisst gemeldete Katalin Jónás, eine Sprachschülerin für Italienisch, bei der ungarischen Polizei. Sie gestand, die Verbindung zwischen der italienischen Bande und deren zwei ungarischen Komplizen hergestellt zu haben. Zu siebt hätten sie den Museumseinbruch geplant und ausgeführt. Nach der Tat sei Morini mit den wertvollen Bildern bei Letenye nach Jugoslawien gefahren. Einzig das von Raffael gemalte Bild Bildnis eines jungen Mannes verblieb als Pfand bei den ungarischen Mittätern und sollte nach einer Zahlung von 20.000 Dollar den italienischen Komplizen übergeben werden.
Am 15. Dezember 1983 wurden die beiden ungarischen Komplizen Gusztáv Kovács und József Raffai in Törökbálint gefasst. Das Raffael-Gemälde hatten sie nahe einer Müllkippe unweit von Törökbálint vergraben.

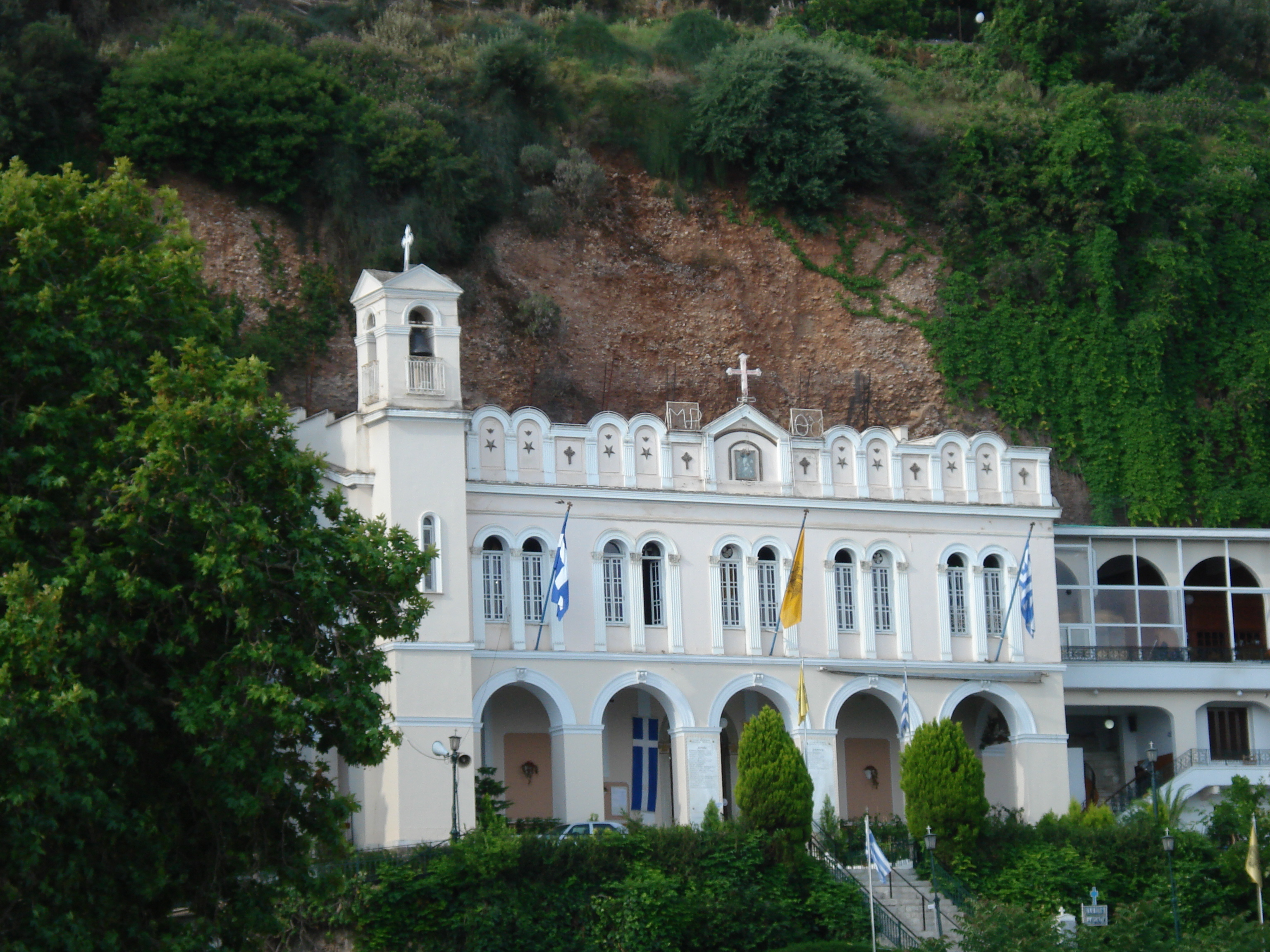
Klosterkirche Panagia Trypiti

Anfang Januar 1984 wurde Giacomo Morini von einer Spezialeinheit der Carabinieri in Italien gefasst. Morini gestand den Raub und behauptete, den Auftrag dafür vom griechischen Millionär und Olivengroßhändler Eftimios Moskochlaidis erhalten zu haben, der ihm 50.000 Dollar für die Beschaffung der Gemälde versprochen hätte. Moskochlaidis wurde zwar verhört, musste aber aus Mangel an Beweisen freigelassen werden.
Am 20. Januar 1984 erhielt die Gendarmerie von Aegion einen anonymen Hinweis, in dem behauptet wurde, dass sich die Bilder in der Panagia Trypiti, einer orthodoxen Klosterkirche nahe Aegion, befinden. Die sofort befohlene Suche in der Kirche war zunächst erfolglos, bis die Gemälde in einem Plastikkoffer im Klostergarten gefunden wurden. Die Gemälde waren auf dem Weg schwer beschädigt worden. Sie wurden mit einem Sonderflug der Malév zurück nach Budapest gebracht, wo sie gereinigt und später wieder ausgestellt wurden.
Nachdem am 5. Januar ein italienischer Mittäter gefasst wurde, wurden die übrigen am 1. März 1984 festgenommen.

## Folgen

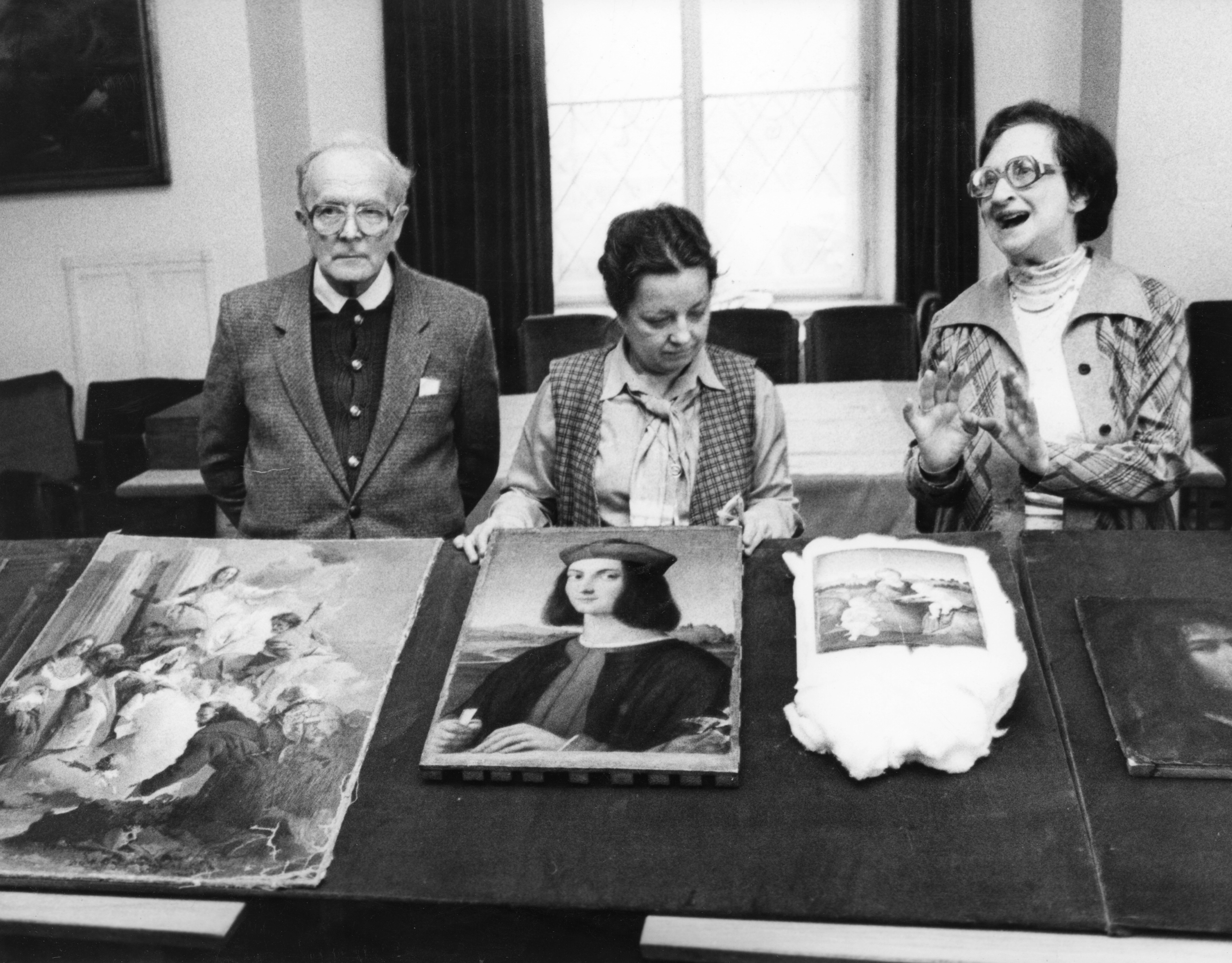
Präsentation der wiedergefundenen Bilder. Rechts im Bild Museumsdirektorin Klára Garas.

Die Museumsdirektorin des Szépművészeti Múzeums, Klára Garas, trat von ihrer Position, die sie über 20 Jahre innehatte, zurück und begab sich in den Ruhestand.
Die vier italienischen Diebe wurden in ihrer Heimat verurteilt. Gusztáv Kovács wurde zu zwölf Jahren Zuchthaus, József Raffai zu sieben Jahren Gefängnis und Katalin Jónás zu sechs Monaten auf Bewährung verurteilt.

## Sonstiges
Über den Kunstraub wurde 1986 der Film Képvadászok gedreht.